# Drakula İstanbul'da
Drakula İstanbul'da (din limba turcă, cu sensul de: Dracula în Istanbul) este un film de groază din 1953 regizat de Mehmet Muhtar și produs de Turgut Demirağ. Este bazat pe romanul Kazıklı Voyvoda (Țepeș Vodă), o reinterpretare de Ali Riza Seyfi din 1928 a romanului Dracula de Bram Stoker. Rolurile principale au fost interpretate de actorii Atif Kaptan ca Dracula, Annie Ball, Cahit Irgat, Ayfer Feray. A avut premiera la 4 martie 1953 în Turcia.  Atât romanul cât și filmul fac o legătură explicită cu personajul istoric Vlad Țepeș, de trei ori voievod al Țării Românești. Acesta este primul film în care Dracula apare cu colți (de vampir). 